# Walpole Highway
Walpole Highway – wieś w Anglii, w hrabstwie Norfolk, w dystrykcie King’s Lynn and West Norfolk. Leży 72 km na zachód od Norwich i 135 km na północ od Londynu. Miejscowość liczy 685 mieszkańców.